# Boann
Boann (ou Boand) est une divinité féminine dans la mythologie celtique irlandaise ; son nom (*bo-vinda) qui signifie « (celle) qui procure des vaches » en fait une représentation de la prospérité. Elle prend aussi le nom de la Boyne (ou Boinn), le fleuve homonyme. Elle est parfois identifiée à Brigit et Étain.

## Récits
Boann est l’épouse d’Elcmar, le frère du Dagda, dont elle devient la maîtresse. De cet adultère, va naître Mac Oc (« le fils jeune ») aussi nommé Oengus (« choix unique »). Le Dagda avait éloigné son frère en usant de la ruse, son absence de neuf mois lui semble ne durer qu’un jour.
Pour réparer sa relation coupable, elle se baigne dans l’eau lustrale et mortelle de la source Segais, demeure de Nechtan, dans laquelle elle perd un bras, une jambe et un œil. Dans sa fuite vers l’océan elle devient la rivière Boyne. La raison principale de sa punition n'est pas son adultère, mais qu'elle ait menti. Nechtan, rejeton des eaux, est un frère de Dagda et, comme lui, un Feu gardien de la vérité. 
Georges Dumézil a identifié un mythe cosmogonique de libération des eaux dans l'histoire de Boann. La mort de Boann engendre les eaux cosmiques qui irriguent tous les mondes connus. Elle réunit plusieurs traits caractéristiques de l'Aurore indo-européenne, dispensatrice de prospérité et libératrice des eaux.
« Brug na Boinne », l’Hôtel de la Boyne est le nom de la résidence du Dagda, autrement dit un sidh.
Elle est à rapprocher de Damona dans la mythologie celtique gauloise.